# خادملو
خادملو هي قرية في مقاطعة نير، إيران. عدد سكان هذه القرية هو 143 في سنة 2006.